# 水本みち
水本 みち（みなもと みち、2月26日 - ）は、高知県出身の少女漫画家。女性。血液型はB型。

## 来歴
『青の中のSummer Holiday』で第45回 りぼん新人漫画賞 準入選受賞がきっかけとなり、「りぼんオリジナル 1999年12月号」 （集英社）にてデビュー。

## 作品リスト
- 青の中のSummer Holiday（デビュー作、りぼんオリジナル 1999年12月号掲載）
- ハッピィ★Days（りぼん 2000年初夏のびっくり大増刊号）
- 3月の雪うさぎ（りぼんオリジナル 2001年 4月号）

## 関連書籍
- りぼん新人まんが家デビュー作集 20（ISBN 9784088562421、2000年11月20日出版）
  - 『恋のキッカケ♥謎のワナ!?』他5編